# Джулз Вентура
Джулз Вентура (на английски: Juelz Ventura) е американска порнографска актриса.

## Ранен живот
Родена е на 31 юли 1987 г. в град Бразилия, Бразилия, но израства в град Оак Крийк, щата Уисконсин, САЩ. Тя е от сицилиански, бразилски, еврейски и ливански произход.

## Кариера

### В порнографската индустрия
Дебютира като актриса в порнографската индустрия през 2008 г., когато е на 21-годишна възраст.
Първата си сцена с анален секс прави с Майк Адриано във филма „Anal Intensity“ (Evil Angel, 2011 г.).

### Мейнстрийм изяви
Участва заедно с още няколко порноактриси във видеоклипа на песента „Killing You“ на метълкор групата Asking Alexandria.
Снима се в игралния филм „Мол“ (2014) заедно с Кимбърли Кейн, като двете играят роли на порноактриси.

## Награди и номинации
Носителка на награди
- 2012: AVN награда за най-жестока секс сцена – „Американски куросмучещи уличници“ (с Бруклин Лий).[5]
- 2012: AVN награда за най-добра сцена с орален секс – „Американски куросмучещи уличници“ (с Бруклин Лий).[5]
- 2012: Inked награда за изпълнителка на годината.[6]